# Status quo ante bellum

Termenul Status quo ante bellum provine din limba latină, însemnând literal starea în care lucrurile erau înainte de război. 
Termenul a fost folosit introdus inițial în tratate pentru a se referi la retragerea trupelor inamice și de restaurare a conducerii de dinainte de război. Când este utilizat ca atare, acest lucru înseamnă că nu există pierderi teritoriale sau pierderi ale drepturilor economice și politice. Acest lucru contrastează cu uti possidetis, în acest cazul fiecare parte își păstrează teritoriile și alte bunuri însușite la sfârșitul războiului. 
Termenul a fost generalizat pentru a forma expresiile Status quo și Status quo ante. În afara acestui context, termenul Antebellum este asociat în Statele Unite cu perioada de dinainte de Războiul Civil American, în timp ce în Europa și în altă parte cu perioada de dinaintea celui de-al doilea război mondial. 

## Exemple
- Un exemplu de război care s-a terminat cu Status quo ante bellum este Războiul din 1812 dintre Statele Unite și Marea Britanie, care a fost încheiat cu Tratatul de la Ghent în 1814. În timpul negocierilor, diplomații britanici au sugerat încetarea războiului cu uti possidetis, dar tratatul final, în mare parte datorită victoriei americane răsunătoare în Bătălia de la Lacul Champlain, a prevăzut că nu există nici câștiguri, nici pierderi de teritorii pentru Statele Unite sau pentru coloniile canadiene ale Marii Britanii.
- Războiul pentru urechea lui Jenkins, 1739–48